# نانايه
نانايه  هي بلدية في اليابان، وبلدة في اليابان، تقع في مقاطعة كاميدا، بلغ عدد سكانها 28,457  نسمة وذلك حسب إحصائيات سنة 2018، تبلغ مساحتها 216.61 كيلومتر مربع، رمزها البريدي هو 041-1192.

## مدن توأم
المدن التوأم:
- كونكورد.